# Bychawa
Bychawa [bɨˈxava] ist eine Stadt im Powiat Lubelski der Woiwodschaft Lublin in Polen. Sie ist Sitz der gleichnamigen Stadt-und-Land-Gemeinde.

## Geographie
Die Stadt liegt etwa 25 Kilometer südlich der Wojewodschaftshauptstadt Lublin.

## Geschichte
Die erste urkundliche Erwähnung des Ortes stammt von 1325. Das Dorf war Sitz der Pfarrei des Heiligen Petrus und Paulus (św. Piotra i Pawła) und gehörte zu den Gütern der Familie Dołegów. 1537 erhielt der Ort von Sigismund I. das Stadtrecht nach Magdeburger Recht verliehen.  1639 wurde die Kirche Johannes des Täufers eingeweiht. Bei der Dritten Teilung Polens wurde die Stadt 1795 Teil Österreichs. 1809 wurde Bychawa dann Teil des Herzogtums Warschau und 1815 Teil Kongresspolens. 1869 verlor Bychawa sein Stadtrecht, als Zar Alexander II. als Reaktion auf den Januaraufstand die Anzahl der Städte auf polnischem Gebiet reduzierte. 1906 wurde die Freiwillige Feuerwehr Bychawa gegründet, die seitdem für den Brandschutz und die allgemeine Hilfe sorgt. Nach Ende des Ersten Weltkrieges wurde der Ort Teil des wieder entstandenen Polens. Im September 1939 wurde Bychawa beim deutschen Überfall auf Polen besetzt. Gleich zu Beginn der Besetzung wurde ein Ghetto für Juden eingerichtet. Das Ghetto wurde im Sommer 1942 aufgelöst, die etwa 2500 Mitglieder der jüdischen Gemeinde wurden im Vernichtungslager Sobibor umgebracht. Im Juli 1944 befreite die Armia Krajowa im Rahmen ihrer Aktion Burza (Akcja Burza) die Siedlung, bevor die Rote Armee einmarschierte. 1956 wurde der Ort Sitz des Powiat Bychawski. Zwei Jahre später erhielt der Ort wieder das Stadtrecht verliehen. Durch die Verwaltungsreform in Polen verlor Bychawa 1975 den Sitz des Powiats.

### Partnerschaften
- La Chapelle-sur-Erdre (Frankreich), seit 2000.

## Gemeinde Bychawa
Zur Stadt- und Landgemeinde (gmina miejsko-wiejska) gehören neben der Stadt Bychawa weitere 36 Ortschaften mit einem Schulzenamt.

## Sehenswürdigkeiten
- Kirche Johannes der Täufer – errichtet 1639, wurde sie später mehrfach umgebaut
- Friedhof mit Gräbern von Anfang des 19. Jahrhunderts
- Hölzerner Glockenturm von 1862
- Synagoge

## Wirtschaft und Infrastruktur
Der nächste internationale Flughafen ist der Frédéric-Chopin-Flughafen Warschau, welcher etwa 180 Kilometer nordwestlich liegt. Etwa 210 Kilometer südöstlich liegt der internationale Flughafen von Krakau.
Die Woiwodschaftsstraße 834, welche etwa acht Kilometer südlich der Stadt von der 842 abzweigt, verläuft in von Süden kommend in Richtung Nordwesten durch Bychawa. Sie endet etwa 25 Kilometer von Bychawa entfernt in Bełżyce. Dabei kreuzt sie in etwa 16 Kilometern Entfernung die Landesstraße 19 von Rzeszów über Lublin nach Suwałki.